# Kabinett Cho Jung-tai

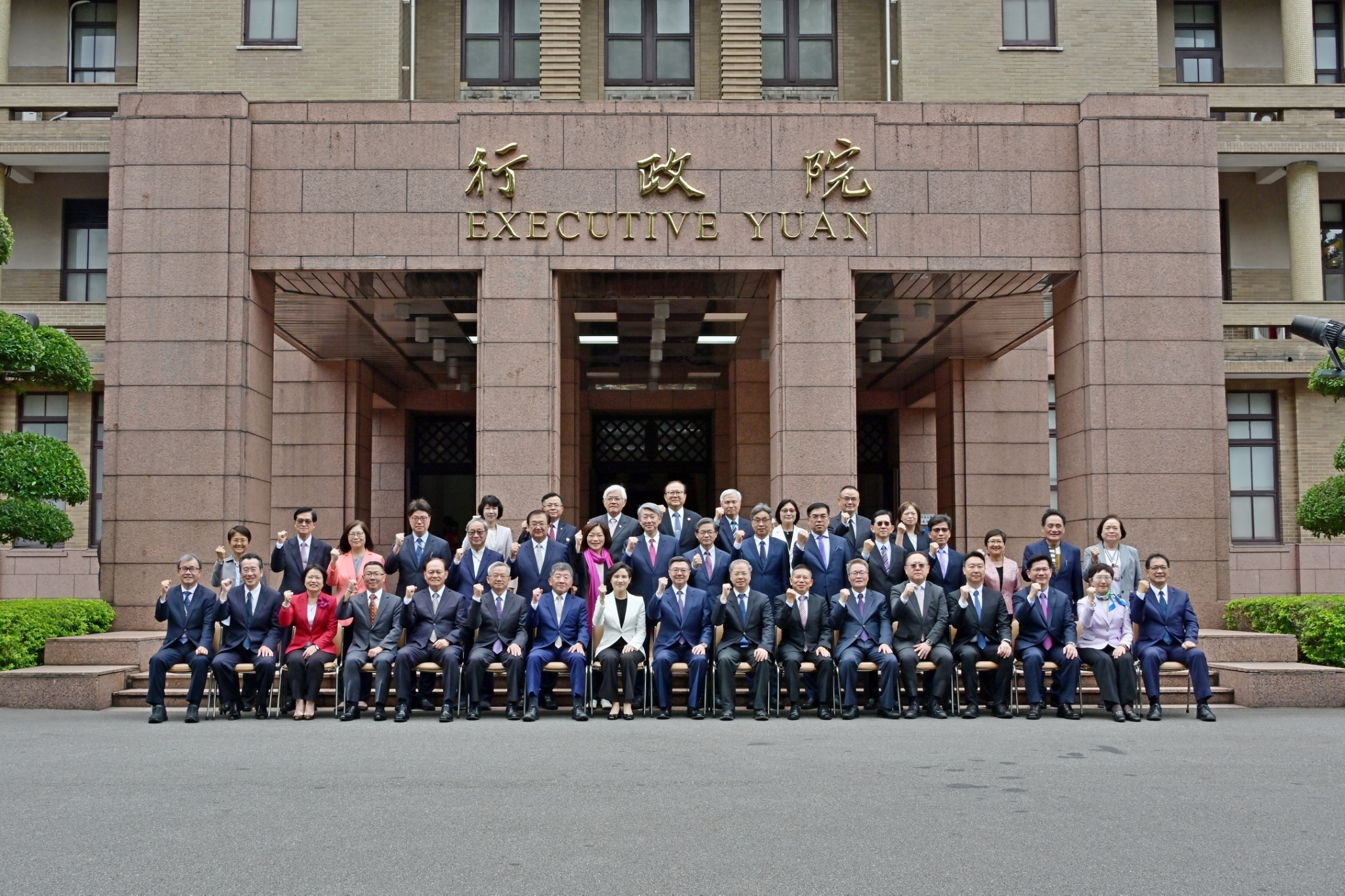
Gruppenbild der Regierung

Das Kabinett Cho Jung-tai bildet seit dem 20. Mai 2024 die Regierung von Taiwan (Exekutiv-Yuan). Es wurde nach der Parlaments- und Präsidentschaftswahl im Januar 2024 gebildet und vom neuen Präsidenten Lai Ching-te ernannt.

## Mitglieder
| Amt                                                         | Bild    | Name              | Partei    |
| Leitung                                                     | Leitung | Leitung           | Leitung   |
| ----------------------------------------------------------- | ------- | ----------------- | --------- |
| Premierminister                                             |         | Cho Jung-tai      | DPP       |
| Vizepremierministerin                                       |         | Cheng Li-chun     | DPP       |
| Generalsekretär der Regierung                               |         | Kung Ming-hsin    | Parteilos |
| Minister                                                    |         |                   |           |
| Ministerin für innere Angelegenheiten                       |         | Liu Shyh-fang     | DPP       |
| Minister für auswärtige Angelegenheiten                     |         | Lin Chia-lung     | DPP       |
| Minister für Nationale Verteidigung                         |         | Wellington Koo    | DPP       |
| Ministerin für Finanzen                                     |         | Chuang Tsui-yun   | Parteilos |
| Minister für Bildung                                        |         | Cheng Ying-yao    | Parteilos |
| Minister für Justiz                                         |         | Cheng Ming-chien  | Parteilos |
| Minister für Wirtschaft                                     |         | J.W. Kuo          | Parteilos |
| Minister für Verkehr und Kommunikation                      |         | Chen Shih-kai     | DPP       |
| Minister für Arbeit                                         |         | Hung Sun-han      | DPP       |
| Minister für Gesundheit und Soziales                        |         | Chiu Tai-yuan     | DPP       |
| Minister für Kultur                                         |         | Li Yuan           | Parteilos |
| Minister für Digitale Angelegenheiten                       |         | Huang Yen-nun     | Parteilos |
| Minister für Landwirtschaft                                 |         | Chen Junne-jih    | Parteilos |
| Minister für Umwelt                                         |         | Peng Chi-ming     | Parteilos |
| Leiter der Agenturen                                        |         |                   |           |
| Nationaler Entwicklungsrat                                  |         | Paul Liu          | Parteilos |
| Nationaler Wissenschafts- und Technologierat                |         | Wu Cheng-wen      | Parteilos |
| Rat für Festlandangelegenheiten                             |         | Chiu Chui-cheng   | DPP       |
| Finanzaufsichtskommission                                   |         | Peng Jin-lung     | Parteilos |
| Rat für Meeresangelegenheiten                               |         | Kuan Bi-ling      | DPP       |
| Rat für Angelegenheiten der Überseegemeinschaft             |         | Hsu Chia-ching    | DPP       |
| Rat für Veteranenangelegenheiten                            |         | Yen Teh-fa        | Parteilos |
| Rat der indigenen Völker                                    |         | Ljaucu Zingrur    | DPP       |
| Rat für Hakka-Angelegenheiten                               |         | Ku Hsiu-Fei       | Parteilos |
| Kommission für öffentliche Bauvorhaben                      |         | Chen Chin-te      | DPP       |
| Nationales Palastmuseum                                     |         | Hsiao Tsung-huang | Parteilos |
| Generaldirektion für Haushalt, Rechnungswesen und Statistik |         | Chen Shu-Tzu      | Parteilos |
| Generaldirektion Personalverwaltung                         |         | Su Chun-jung      | Parteilos |
| Leiter der Unabhängigen Organe                              |         |                   |           |
| Zentrale Wahlkommission                                     |         | Lee Chin-yung     | Parteilos |
| Fair-Trade-Kommission                                       |         | Lee Mei           | Parteilos |
| Nationale Kommunikationskommission                          |         | Chen Yaw-shyang   | Parteilos |
| Zentralbank                                                 |         | Yang Chin-long    | Parteilos |
| Weitere Mitglieder                                          |         |                   |           |
| Minister ohne Geschäftsbereich                              |         | Chen Shih-chung   | DPP       |
| Minister ohne Geschäftsbereich                              |         | Shih Che          | DPP       |
| Minister ohne Geschäftsbereich                              |         | Chen Chin-te      | DPP       |
| Minister ohne Geschäftsbereich                              |         | Yang Jen-ni       | Parteilos |
| Minister ohne Geschäftsbereich                              |         | Lin Min-hsin      | Parteilos |
| Minister ohne Geschäftsbereich                              |         | Chi Lien-cheng    | Parteilos |
| Minister ohne Geschäftsbereich                              |         | Paul Liu          | Parteilos |
| Minister ohne Geschäftsbereich                              |         | Wu Cheng-wen      | Parteilos |
| Pressesprecherin                                            |         | Michelle Lee      | DPP       |